# Duninia rheimsae
Espèce
Duninia rheimsae est une espèce d'araignées aranéomorphes de la famille des Hersiliidae.

## Distribution
Cette espèce est endémique de la province de Téhéran en Iran,.

## Description
La femelle holotype mesure 5,0 mm.
Les mâles mesurent de 5,36 à 6,49 mm.

## Étymologie
Cette espèce est nommée en l'honneur de l'arachnologiste brésilienne Cristina Anne Rheims.

## Publication originale
- Marusik & Fet, 2009 : A survey of east Palearctic Hersiliola Thorell, 1870 (Araneae, Hersiliidae), with a description of three new genera. ZooKeys, no 16, p. 75-114 (texte intégral).